# Ansitz Zinnenberg

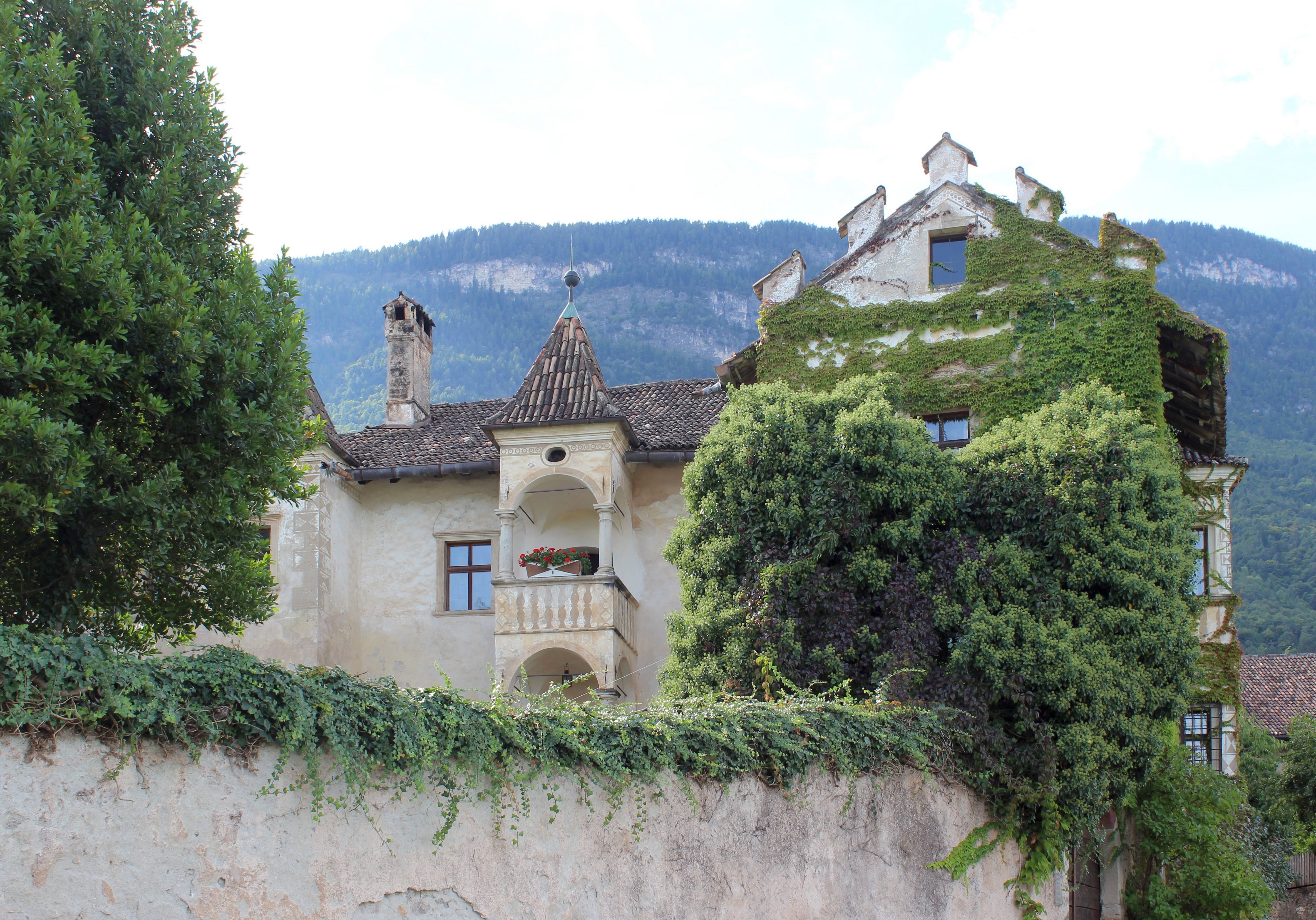
Ansitz Zinnenberg

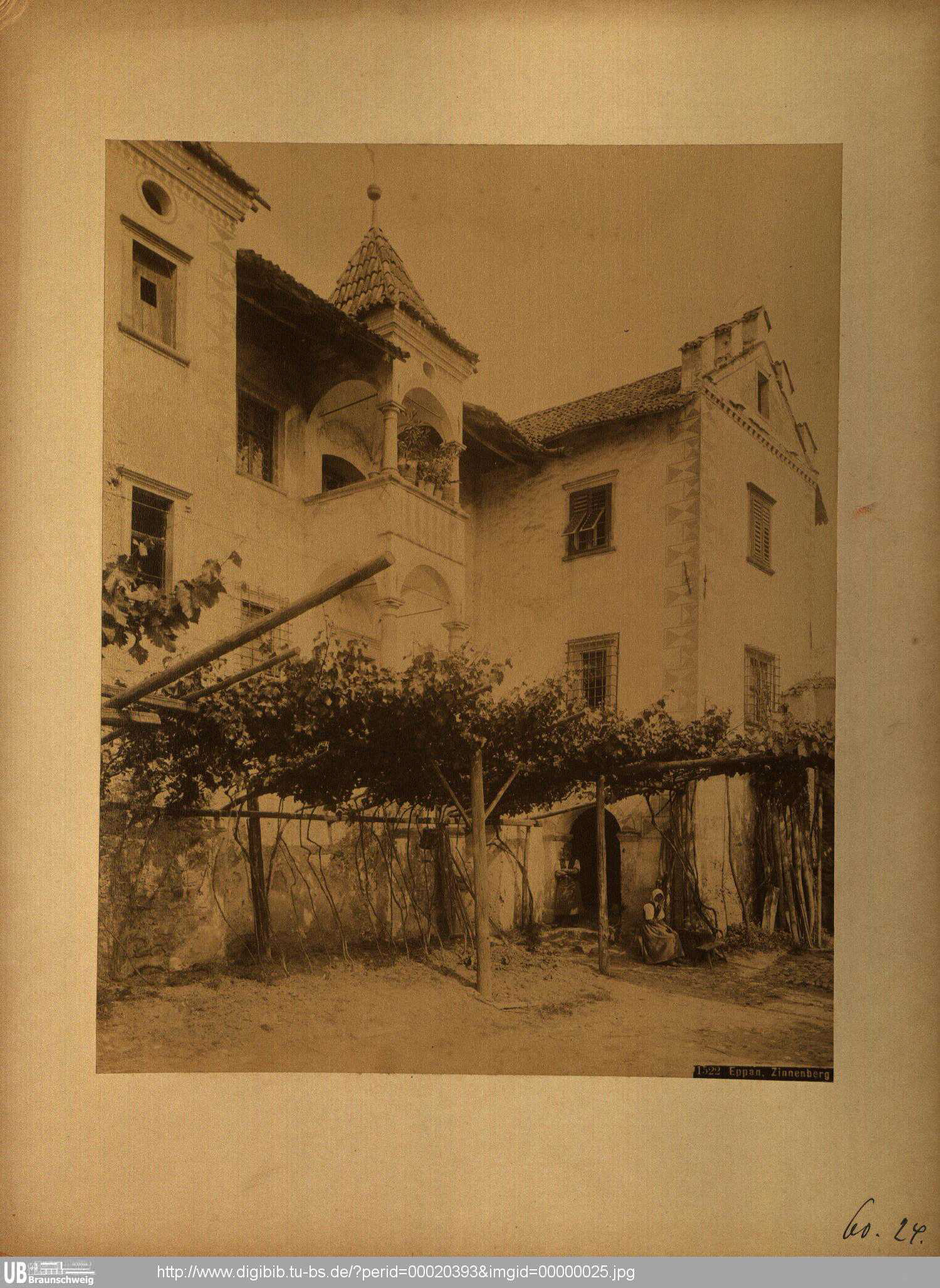
Schwarzweißbild

Der Ansitz Zinnenberg ist ein Baudenkmal in Berg, einer Fraktion der Gemeinde Eppan in Südtirol.

## Geschichte
Das im Kern gotische Anwesen stammt aus dem 15. Jahrhundert, als das schlichte Weingut im Eigentum der Familien Puecher und Walch war. 1540 wurde der Hof von Franz Franzin übernommen. Dessen Söhne Mathias und Florian Franzin erhielten 1570 einen Wappenbrief. Der Sohn von Mathias, Eustach Franzin, ließ das Anwesen in der ersten Hälfte des 17. Jahrhunderts zu einem Edelsitz im Überetscher Stil umbauen und erweitern. Wohl nach den Zinnen erhielt es den Namen Zinnenberg. Am 4. April 1619 gab ihm der Tiroler Landesfürst in Innsbruck die Adels- und Rotwachsfreiheit für seinen Ansitz Mareit und das Prädikat „von und zu Mareit“. Am 26. Juli 1630 verlieh Kaiser Ferdinand II. der Familie den Adelsstand und das Prädikat „von Mareit und von Zinnenberg“. Den Nachkommen gehörte der Ansitz bis Ende des 18. Jahrhunderts. Im 19. Jahrhundert fiel Zinnenberg in bäuerlichen Besitz. Das Gebäude befindet sich heute in Privatbesitz und kann nicht besichtigt werden. Zinnenberg wird heute als Ferienunterkunft und für kulturelle Veranstaltungen genutzt. Seit 1952 steht es unter Denkmalschutz.